# Aeschynomene tenuirama
Aeschynomene tenuirama är en ärtväxtart som beskrevs av John Gilbert Baker. Aeschynomene tenuirama ingår i släktet Aeschynomene och familjen ärtväxter. Inga underarter finns listade i Catalogue of Life.